# 鎮宅霊符
鎮宅霊符（ちんたくれいふ）は、「太上秘法鎮宅霊符」「鎮宅七十二道霊符」等とも呼ばれる72種の護符。この霊符を司る神を鎮宅霊符神（ちんたくれいふしん）という。

## 概要
古代中国に淵源する護符のひとつ。道教経典の集大成である道蔵に『太上秘法鎮宅霊符』として載る。その由来譚に『上元経』を引用し、三愚の宅という悪相の地に住む劉進平が宿を供した恩義に神仙から授けられた護符で、それを漢代の孝文帝が世に広めたという。
　日本へは伝承では推古天皇の御宇に百済より琳聖太子が伝えたというが、実際には中世に伝来したと考えられている。日本では特に妙見信仰を介して仏教をはじめ陰陽道や神道などにも取りいれられた。その過程で「鎮宅霊符神」という神としても信仰されるようになったと考えられる。図像的には中央に神仙様の鎮宅霊符神、左右に随身である抱卦童子と示卦童郎を配する形が多く、これは道教の玄天上帝像の影響を受けたものと考えられる。
　近世では七十二道の護符を1枚の紙に曼荼羅状に配して祀る形式で広く信仰された。加藤清正や楠木正成などが篤く信仰したとされ、それに因んで製作された神鏡や神鈴も多く伝来している。

## 社寺

### 寺院
- 少林山鳳臺院達磨寺（群馬県高崎市）[1]
- 曙寺（黄檗禅宗瑞芝山閑臥庵[2]）（京都府京都市）
- 革堂 靈麀山行願寺鎮宅霊符神堂（京都府京都市）[3]
- 青蓮山不動堂明王院（松原不動寺）（京都府京都市）[3]
- 高津山報恩院（大阪府大阪市）[3]
- 密華山妙法寺[4]（大阪府大阪市）
- 信貴山成福院[5]（奈良県平群町）

### 神社
- 天社土御門神道本庁（福井県おおい町）[3]
- 星田妙見宮（小松神社）（大阪府交野市）[6]
- 大阪天満宮霊符社（大阪府大阪市）[3]
- 堀越神社 太上神仙鎮宅七十二霊符尊神（大阪府大阪市）
- 鎮宅霊符神社（大阪府東大阪市）[3]
- 鎮宅霊符神社（奈良県奈良市）[3]
- 霊符神社（八代神社末社）（熊本県八代市）[3]